# Sungai Gerong (Amen)
Sungai Gerong is een bestuurslaag in het regentschap Lebong van de provincie Bengkulu, Indonesië. Sungai Gerong telt 564 inwoners (volkstelling 2010).